# Fågelö kapell
Fågelö kapell är en kyrkobyggnad som sedan 2006 tillhör Mariestads församling (tidigare Torsö församling) i Skara stift. Den ligger på Torsö i Mariestads kommun.

## Kapellet
Ett tidigare kapell på platsen uppfördes 1698 och revs 1882. Det nuvarande Fågelö kapell uppfördes i trä med torn år 1882 på Fågelö gårds mark vid Fågelöviken enligt Albert Törnqvists ritningar. Kapellet består av ett rektangulärt långhus med tresidigt avslutat kor i öster och ett smalare kyrktorn i väster. Norr om koret finns en vidbyggd sakristia.

## Inventarier
- En oljemålning är från 1700-talet.
- Predikstolen är från 1882 och de apostlafigurer från 1700-talet som en tid prytt dess fält, är nu flyttade till väggen ovanför sakristians dörr.
- Dopfunten är tillverkad 1927.
- Ett votivskepp är skänkt 1948 till kapellet.

### Webbkällor
- Mariestads församling informerar
- byggnadspresentation